# Flèche brabançonne féminine 2021
La 4e édition de la Flèche brabançonne féminine a lieu le 14 avril 2021. Elle se déroule entre Lennik-Saint-Quentin et Overijse sur un parcours de 127 km et fait partie du calendrier UCI en catégorie 1.1. Ruth Winder (Trek-Segafredo) s'impose devant Demi Vollering (SD Worx) et Elisa Balsamo (Valcar-Travel Service), au terme d'une échappée de six coureuses.

## Présentation

### Parcours
Le parcours comporte un total de 19 côtes et se termine par trois tours d'un circuit local autour d’Overijse comportant les tronçons pavés et en côte de la Hertstraat (0,3 km à 6,5%) de la Moskestraat (0,5 km à 7,1%) ainsi que celui d’arrivée (1,5 km à 3,6%).
Cette course qui a lieu sans public emprunte une partie du tracé des prochains championnats du monde de cyclisme sur route qui auront lieu en septembre 2021.

### Équipes
| UCI Women's WorldTeams (8)- Team BikeExchange - Canyon-SRAM Racing - Team DSM - FDJ-Nouvelle Aquitaine-Futuroscope - Liv Racing - Movistar Team - SD Worx - Trek-Segafredo Équipes féminines continentales (14)- A.R. Monex - Aromitalia-Basso Bikes-Vaiano - Bingoal Casino-Chevalmeire - Hitec Products - Doltcini-Van Eyck Sport-Proximus - Drops-Le col - Lotto Soudal Ladies - Massi Tactic - Multum Accountants - NXTG Racing - Parkhotel Valkenburg - Rupelcleaning-Champion lubricants - Tibco-Silicon Valley Bank - Valcar-Travel & Service Équipe nationale- Belgique |
| |

## Récit de la course
À quarante-et-un kilomètres de l'arrivée, un groupe de douze coureuses se forme sous l'impulsion de Sabrina Stultiens dans la côte d'Hagaard. Elle est accompagnée de : Leah Thomas, Annemiek van Vleuten, Demi Vollering, Ashleigh Moolman, Lucinda Brand, Ruth Winder, Coryn Rivera, Arlenis Sierra, Georgia Williams, Joss Lowden, Eugénie Duval et Maëlle Grossetête. Le groupe est néanmoins repris à trente-cinq kilomètres de l'arrivée. Dans la côte Moskestraat, Elisa Balsamo et Leah Thomas attaquent. Niamh Fisher-Black,Alena Amialiusik et Tayler Wiles les rejoignent. Cette fugue ne dure pas longtemps. À vingt-trois kilomètres de l'arrivée, l'échappée décisive se forme avec : Ruth Winder, Demi Vollering, Joss Lowden, Elisa Balsamo, Juliette Labous et Leah Thomas. L'écart grandit rapidement à une minute. Derrière, des tentatives de contre ont lieu. La collaboration reste bonne. Dans la dernière montée, Demi Vollering imprime un rythme élevé. Au kilomètre, Joss Lowden passe à l'offensive. Elle est reprise immédiatement par Vollering. Elisa Balsamo lance le sprint mais faiblit. Elle est dépassée par Vollering et Winder. Bien que la première pense avoir gagné, le lancée de vélo de Ruth Winder s'avère après visualisation de la photo finish victorieux.

## Classements

### Classement final
| \| Classement général \| Classement général \| Classement général \| Classement général \| Classement général \| \| Coureuse \| Coureuse \| Pays \| Équipe \| Temps \| \| ------------------ \| -------------------- \| ------------------ \| ---------------------------------- \| ------------------ \| \| 1re \| Ruth Edwards \| États-Unis \| Trek-Segafredo \| 3 h 20 min 00 s \| \| 2e \| Demi Vollering \| Pays-Bas \| SD Worx \| + 0 s \| \| 3e \| Elisa Balsamo \| Italie \| Valcar-Travel & Service \| + 0 s \| \| 4e \| Leah Thomas \| États-Unis \| Movistar Team \| + 0 s \| \| 5e \| Joscelin Lowden \| Royaume-Uni \| Drops-Le Col \| + 0 s \| \| 6e \| Juliette Labous \| France \| Team DSM \| + 6 s \| \| 7e \| Ashleigh Moolman \| Afrique du Sud \| SD Worx \| + 57 s \| \| 8e \| Emilia Fahlin \| Suède \| FDJ-Nouvelle Aquitaine-Futuroscope \| + 57 s \| \| 9e \| Lucinda Brand \| Pays-Bas \| Trek-Segafredo \| + 57 s \| \| 10e \| Pauliena Rooijakkers \| Pays-Bas \| Liv Racing \| + 57 s \| |                      |                |                                    |                 |
| |                      |                |                                    |                 |
| Source : ProCyclingStats |                      |                |                                    |                 |
| Classement général |                      |                |                                    |                 |
| Coureuse | Coureuse             | Pays           | Équipe                             | Temps           |
| 1re | Ruth Edwards         | États-Unis     | Trek-Segafredo                     | 3 h 20 min 00 s |
| 2e | Demi Vollering       | Pays-Bas       | SD Worx                            | + 0 s           |
| 3e | Elisa Balsamo        | Italie         | Valcar-Travel & Service            | + 0 s           |
| 4e | Leah Thomas          | États-Unis     | Movistar Team                      | + 0 s           |
| 5e | Joscelin Lowden      | Royaume-Uni    | Drops-Le Col                       | + 0 s           |
| 6e | Juliette Labous      | France         | Team DSM                           | + 6 s           |
| 7e | Ashleigh Moolman     | Afrique du Sud | SD Worx                            | + 57 s          |
| 8e | Emilia Fahlin        | Suède          | FDJ-Nouvelle Aquitaine-Futuroscope | + 57 s          |
| 9e | Lucinda Brand        | Pays-Bas       | Trek-Segafredo                     | + 57 s          |
| 10e | Pauliena Rooijakkers | Pays-Bas       | Liv Racing                         | + 57 s          |

### Points UCI
| Position           | 1er | 2e | 3e | 4e | 5e | 6e | 7e | 8e | 9e | 10e | 11e | 12e | 13e à 15e | 16e à 25e |
| Classement général | 125 | 85 | 70 | 60 | 50 | 40 | 35 | 30 | 25 | 20  | 15  | 10  | 5         | 3         |